# 앙골라 농구 국가대표팀
앙골라 농구 국가대표팀은 앙골라의 농구 대표팀이다.